# Бондури
Бондури́ (укр. Бондурі) — село на Украине, находится в Гайсинском районе Винницкой области.
Код КОАТУУ — 0520880303. Население по переписи 2001 года составляет 771 человек. Почтовый индекс — 23722. Телефонный код — 4334.
Занимает площадь 2,116 км².

## Адрес местного совета
23722, Винницкая область, Гайсинский р-н, с.Бондуры, ул.Садовая, 1а